# William Wirt Culbertson

William Wirt Culberson

William Wirt Culbertson (* 22. September 1835 bei Lewistown, Mifflin County, Pennsylvania; † 31. Oktober 1911 in Oxford, Ohio) war ein US-amerikanischer Politiker. Zwischen 1883 und 1885 vertrat er den Bundesstaat Kentucky im US-Repräsentantenhaus.

## Werdegang
Noch in seiner Kindheit kam William Culbertson mit seinen Eltern nach Kentucky, wo er die öffentlichen Schulen besuchte. Danach wurde er in der Eisenverarbeitungsbranche tätig. Während des Bürgerkrieges diente er bis 1864 als Offizier im Heer der Union. Bei seinem Ausscheiden aus dem Militärdienst hatte er den Rang eines Hauptmanns erreicht. Nach dem Krieg begann Culbertson als Mitglied der Republikanischen Partei eine politische Laufbahn. Im Jahr 1870 wurde er Abgeordneter im Repräsentantenhaus von Kentucky. Im Jahr 1873 saß er im Staatssenat. Zwischen 1876 und 1884 nahm er als Delegierter an den jeweiligen Republican National Conventions teil. Von 1882 bis 1883 amtierte er als Bürgermeister der Stadt Ashland.
Bei den Kongresswahlen des Jahres 1882 wurde Culbertson im neunten Wahlbezirk von Kentucky in das US-Repräsentantenhaus in Washington, D.C. gewählt, wo er am 4. März 1883 die Nachfolge von John D. White antrat. Bis zum 3. März 1885 konnte er eine Legislaturperiode im Kongress absolvieren. Nach seinem Ausscheiden aus dem US-Repräsentantenhaus zog sich William Culbertson wieder aus der Politik zurück und widmete sich seinen privaten Angelegenheiten. Er starb am 31. Oktober 1911 in Oxford und wurde in Ashland beigesetzt.